# جارزنان
جارزَنان مراسمی است که شب جمعه هفته پیش از مراسم قالی شویان در مسجد جامع فین برگزار می‌شود. در این مراسم یک‌نفر خوش صدا ابتدا اشعاری در مدح اهل بیت پیامبر اسلام و لعن بر دشمنان آن‌ها می‌خواند و سپس از اهالی فین برای شرکت در مراسم قالی شویان که جمعه هفته بعد یعنی دومین جمعه مهرماه برگزار می‌شود دعوت می‌کند. هر بار که جارچی بر خاندان پیامبر دورد می فرست حاضران یک صدا می‌گویند: بر محمد و آل او صلوات؛ و هر بار که جارچی بر یکی از دشمنان خاندان پیامبر و قاتلان آن‌ها لعن می‌فرستد حاضران می‌گویند: بش باد (یعنی بر او باد)